# Panhard Chatillon Tractor
Der Panhard Chatillon Tractor war eine vor allem im Ersten Weltkrieg verwendete französische Zugmaschine mit Allradantrieb für schwerste Geschütze.

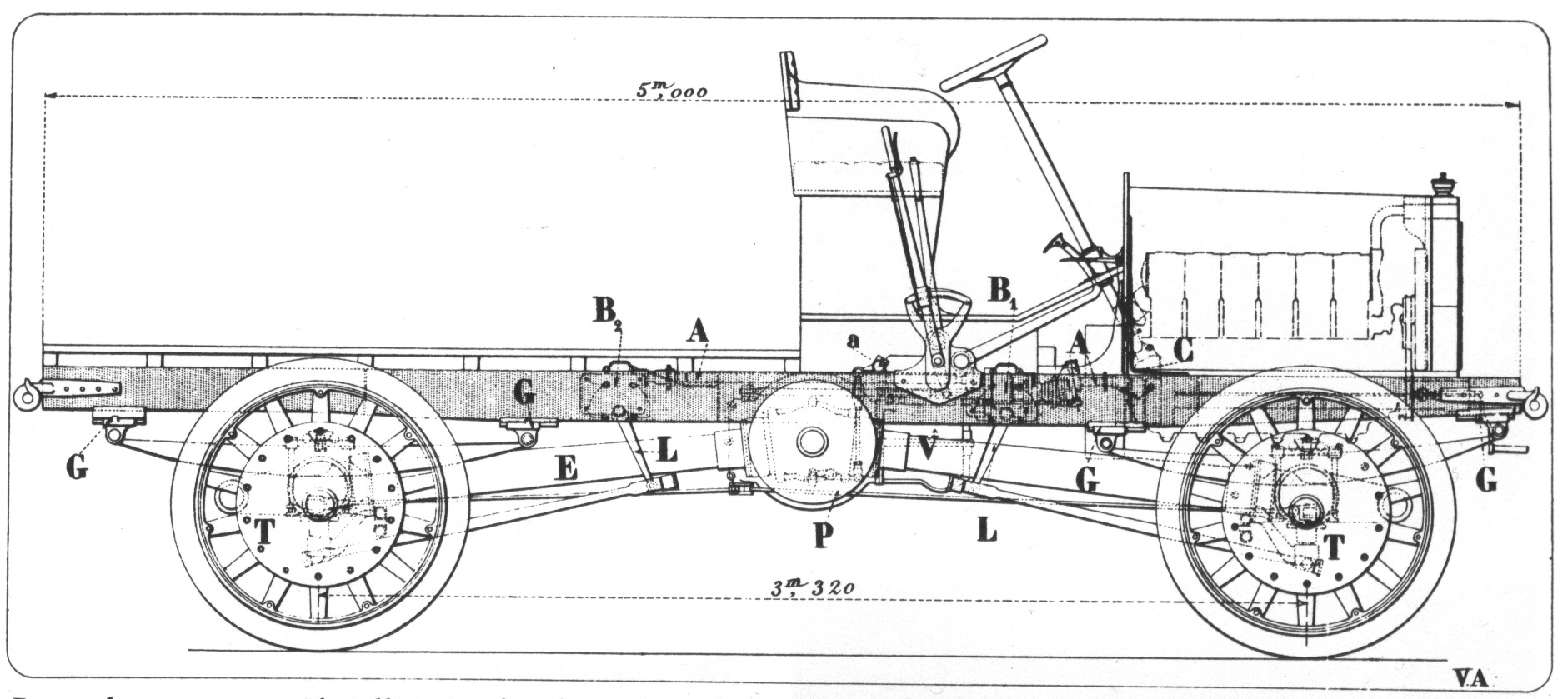
Chatillon-Panhard Artillerieschlepper von 1911

## Geschichte
Die französische Armee forderte 1911 ein Zugfahrzeug, das zum Ziehen schwerster Lasten, insbesondere diverser Artilleriestücke, in der Lage sein sollte. Der Artillerieschlepper sollte Vierradantrieb, Vierradbremsen und Vierradlenkung sowie einen möglichst leistungsfähigen Motor haben. Die Erfüllung dieses Pflichtenheftes bedeutete seinerzeit mehr oder weniger in allen Punkten das Betreten technischen Neulands.

### Panhard K8
Zunächst entwarf Panhard & Levassor 1911 den Typ K8. Er hatte einen Sechszylindermotor mit 100 mm Bohrung und 140 mm Hub, woraus sich ein Hubraum von 6597 cm³ errechnet. Bei 1000 Umdrehungen/Min. leistete der Motor 45 PS, die Leistung nach der Steuer (puissance fiscale) war mit 35 PS berechnet. Der Radstand betrug 3,32 m. Die Zugleistung betrug zwölf Tonnen. Die Hinterräder waren zwillingsbereift.

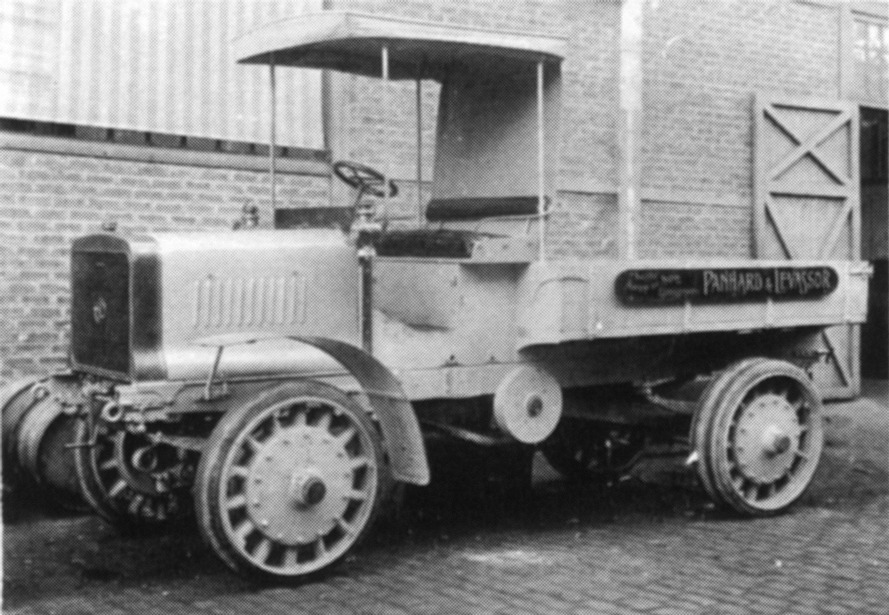
Panhard K8, aufgenommen 1911

In Vincennes wurde das Fahrzeug vom 8. bis 18. Juli 1912 ausgiebig erprobt. Es konnte die Canon de 155 mm L modèle 1877 von 5,7 Tonnen Gesamtgewicht in einer Last ziehen, ebenso den Mortier de 220 mm modèle 1880 mit 12 Tonnen Gesamtgewicht. Während der Erprobungen wurde das Fahrzeug zusätzlich mit einer Winde ausgestattet. Die Erprobungen – ausgedehnt auf die Herbstmanöver 1912 – verliefen sehr erfolgreich.
Es blieb gleichwohl bei einem Prototyp, eine Serienfertigung erfolgte nicht.

### Panhard K11
Aufbauend auf den Erfahrungen mit dem Panhard K8, schuf Panhard & Levassor im Winter 1912/13 den Typ K11. Er unterschied sich von seinem Vorgänger durch einen anderen Motor: Dieser hatte jetzt nur noch vier Zylinder, jedoch mit einer Bohrung von 125 und einem Hub von 150 mm, der Hubraum betrug damit 7363 cm³. Die Leistung blieb bei 45 PS. Ferner hatte das Fahrzeug auch an der Vorderachse Zwillingsräder zur Erhöhung der Zugleistung, im Übrigen blieben die technischen Parameter gleich zu denen des K8. Zu einem Wettbewerb im März 1913 erschien als einziger der Panhard K11, die späteren Konkurrenten Latil TH und Renault EG waren noch nicht fertig. Daraufhin bestellte die französische Armee 50 Stück des K11, deren Auslieferung von August 1913 bis März 1914 erfolgte, vor allem an das 4. schwere Artillerieregiment (régiment d' artillerie lourde), dessen 1. Gruppe zu vier Batterien zu je 6 Stück mit der Canon de 120 mm L modèle 1878 mit insgesamt 36 Zugmaschinen K11 ausgerüstet wurden.
Im Rahmen der Mobilmachung im August 1914 wurden bei Panhard weitere 55 Stück in Auftrag gegeben, die bis Januar 1915 an die französische Armee geliefert wurden. Insgesamt ergibt sich damit bezüglich der Stückzahlen folgendes Bild:
1913, ab August: 9 Stück
1914, bis März: 41 Stück
1914, ab August: 45 Stück
1915, Januar: 10 Stück.
Dann beschloss die französische Armee, als schwerste Artillerieschlepper nur noch Renault EG und Latil TH bzw. Latil TAR zu beschaffen, während Panhard seine Produktionskapazitäten auf leichtere Artilleriezugmaschinen, nämlich den Panhard K13, konzentrieren sollte. Die abgelieferten Panhard K11 taten in der französischen Armee weiter Dienst, bis sie, allmählich verbraucht, noch während des Ersten Weltkrieges durch die Zugmaschinen von Renault und Latil abgelöst wurden.